# 프라이스 일렉트로닉스
프라이스 일렉트로닉스(Fry's Electronics)는 미국의 대형 매장 체인이었다. 캘리포니아주 산호세, 실리콘 밸리에 본사를 두고 있었다. Fry의 소매 소프트웨어, 가전 제품, 가전 제품, 화장품, 도구, 장난감, 액세서리, 잡지, 기술 서적, 스낵 식품, 전자 부품 및 컴퓨터 하드웨어. 프라이스는 매장 내 컴퓨터 수리 및 맞춤형 컴퓨터 제작 서비스를 제공했다.
프라이스는 캘리포니아주 서니베일에 1개 매장으로 시작하여 2019년 정점에 이르러 9개 주 34개 매장으로 확장되었다.
2021년 2월 24일, 프라이스는 모든 매장의 즉각적이고 영구적인 폐쇄를 발표했다. 웹사이트에 게시된 성명에서는 "소매 업계의 변화와 코로나19 대유행으로 인한 어려움"을 언급했다.